# Hans-Heinrich Sievert
Hans-Heinrich Sievert   (Gut Grittern, 1 de desembre de 1909 - Eutin, 5 d'abril de 1963) va ser un atleta alemany, especialista en decatló, que va competir durant la dècada de 1930.
Durant la seva carrera esportiva va prendre part en els Jocs Olímpics d'Estiu de 1932 i 1936. El 1932, a Los Angeles, fou sisè en la prova del llançament de pes i onzè en la del llançament de disc del del programa d'atletisme. El 1936, a Berlín, fou cinquè en la prova del decatló i desè en la del llançament de pes.
En el seu palmarès destaca una medalla d'or al Campionat d'Europa d'atletisme de 1934, per davant Leif Dahlgren i Jerzy Pławczyk. El 1934 fou el darrer rècord mundial de decatló segons el mètode de puntuació de 1915, amb 8.790,46 punts.
Durant la Segona Guerra Mundial fou oficial de l'exèrcit nazi. El 1944, a Hongria, va perdre el peu esquerre per una mina terrestre. Després de la guerra fou president de la federació d'atletisme d'Hamburg i assessor esportiu del govern alemany.

## Millors marques
- Decatló. 8.790,46 (1934)
- Llançament de pes. 15.89 m (1933)
- Llançament de disc. 49.32 m (1933)[3]